# アンドリーニ
アンドリーニ株式会社（andolini Co.,Ltd）は東京都目黒区にある芸能事務所である。
所属タレントは、白井涼、悠加など。代表取締役は、山崎高督。

## 主な所属俳優・モデル
- 白井涼
- 高瀬まき
- 秋野充輝
- ダヴィデ
- 駿
- 悠加